# بوئینگ ای۱۶۰ هامینگ‌برد
بوئینگ ای۱۶۰ هامینگ‌برد (به انگلیسی: Boeing A160 Hummingbird) یک بالگرد ساختِ بوئینگ در کشور ایالات متحده آمریکا است. این هواپیما در ۲۰۰۲ میلادی نخستین پرواز خود را انجام داد.